# Typ 4 Chi-To
Typ 4 Chi-To – japoński czołg średni z końcowego okresu II wojny światowej.
Podstawowym czołgiem średnim armii japońskiej podczas II wojny światowej był Typ 97 Shinhoto Chi-Ha. Z czasem okazało się, że zarówno opancerzenie, jak i uzbrojenie tego czołgu jest za słabe aby podjąć walkę z podstawowym czołgiem amerykańskim, M4 Sherman. Początkowo planowano modernizację czołgu Typ 97, ale armata w którą uzbrojono czołg Typ 3 Chi-Nu miała niskie właściwości balistyczne. Dlatego po rozpoczęciu produkcji tego czołgu zainicjowano prace nad nowym, projektowanym od podstaw czołgiem. Dzięki większemu kadłubowi i wieży miał on być uzbrojony w długolufową armatę kalibru 75 mm.
Zbudowano tylko pięć czołgów Typ 4 Chi-To.